# Loubès-Bernac
Loubès-Bernac è un comune francese di 393 abitanti situato nel dipartimento del Lot e Garonna nella regione della Nuova Aquitania.

## Società

### Evoluzione demografica
Abitanti censiti